# Conoderus jamaicensis
Conoderus jamaicensis là một loài bọ cánh cứng trong họ Elateridae. Loài này được Johnson miêu tả khoa học năm 1995.